# Sport individuale

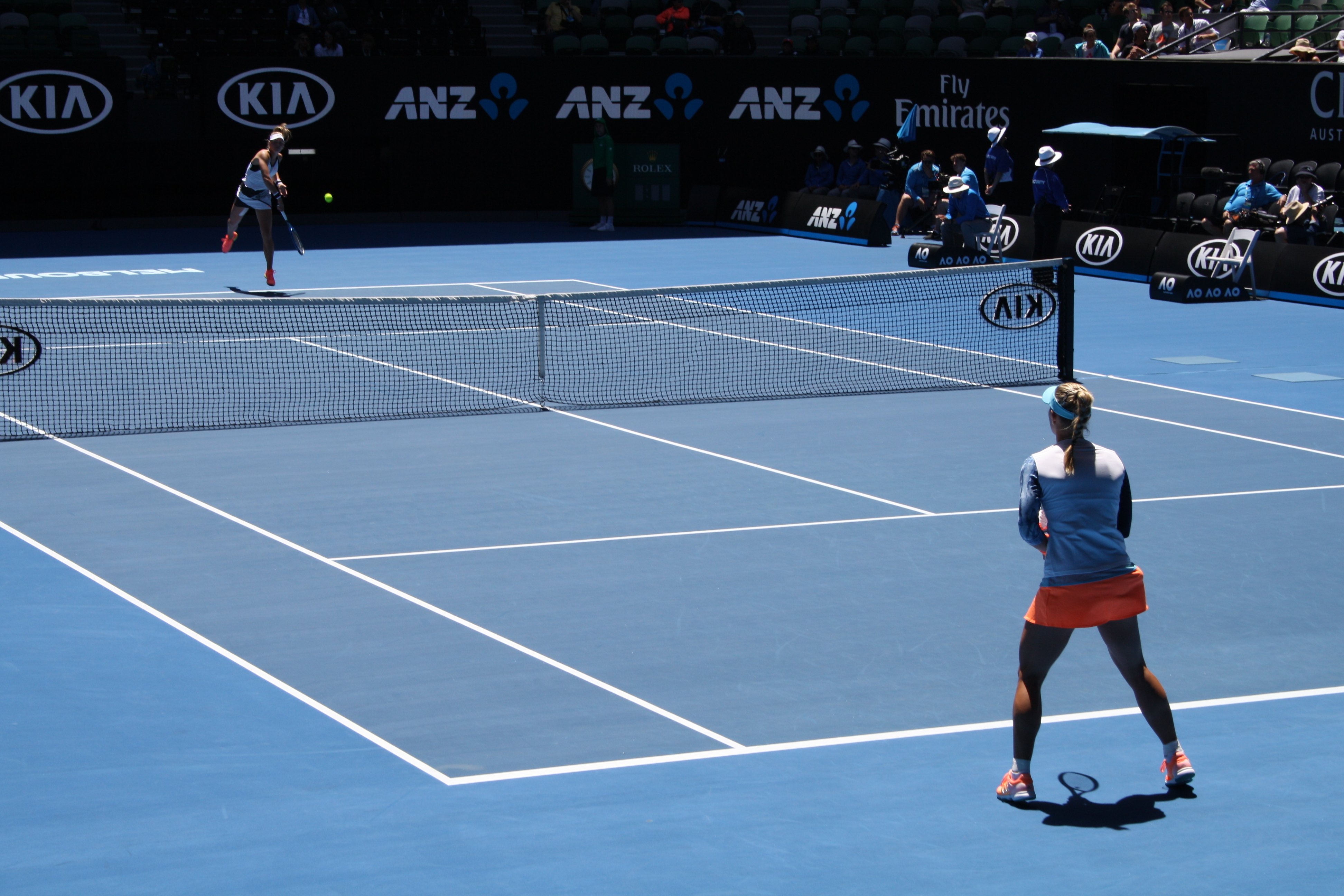
una partita di tennis

Lo sport individuale è una categoria agonistica, amatoriale o professionistica, in cui l'atleta gareggia per conto proprio.

## Definizione
In una disciplina individuale l'atleta compete singolarmente, coi risultati ottenuti ascrivibili al ruolino personale anziché collettivo: vi sono anche varianti «di coppia», quali per esempio il doppio nel tennis e badminton. Una pluralità di atleti può inoltre gareggiare unitamente, formando una squadra come avviene (tra gli altri) nel ciclismo. Esempi di sport in solitario comprendono discipline con racchetta, lotta, corsa (podistica e motoristica), atletica leggera, atletica pesante, nuoto e ginnastica: ricadono inoltre sotto la definizione alcune delle cosiddette attività estreme, quali l'arrampicata e le specialità acquatiche, nonché pratiche riconducibili all'aspetto ludico tra cui freccette, bowling e bocce.
Pur competendo da solo in campo, l'atleta può seguire una preparazione condotta dall'allenatore.

## Lista
Gli sport olimpici sono contrassegnati dal simbolo :
- Alpinismo
- Aquilonismo
- Arrampicata
- Arti marziali
- Atletica leggera
- Automobilismo
- Badminton
- Biathlon
- Biliardo
- Bocce
  - Pétanque
- Boccia su strada
- Bowling
- Canoa
- Canottaggio
- Ciclismo 
  - Ciclismo su strada 
  - Ciclismo su pista 
  - Ciclocross
  - Mountain biking 
  - BMX
- Combinata nordica
- Culturismo
- Croquet
  - Roque
- Equitazione
- Freccette
- Frisbee
- Ginnastica artistica 
  - Ginnastica ritmica 
  - Ginnastica aerobica
  - Ginnastica acrobatica
  - Ginnastica attrezzistica
  - Twirling
- Golf
  - Golf su pista
- Immersione in apnea
- Ippica
- Judo
- Karate
- Kubb
- Motociclismo
- Motocross
- Motonautica
  - Offshore
- Mountainboard
- Nuoto 
  - Nuoto di fondo 
  - Nuoto pinnato
- Orientamento
  - Sci orientamento
- Pattinaggio a rotelle
  - Pattinaggio corsa
  - Pattinaggio artistico
  - Inline alpine slalom
- Pattinaggio su ghiaccio
  - Pattinaggio di velocità 
  - Pattinaggio di figura
- Pentathlon moderno
- Pesca sportiva
  - Pesca in apnea
- Pesistica
- Poker sportivo
- Powerlifting
- Pugilato
- Qianball
- Ruzzola
- Sa strumpa
- Scacchi
- Scherma
- Sci
  - Sci alpinismo
  - Sci alpino 
  - Sci di fondo
- Shuttlecock
- Skateboard
- Skeleton
- Skicross
- Slittino 
  - Slittino su pista naturale
- Smash-ball
- Snowboard
- Sollevamento pesi
- Speed-ball
- Speedcubing
- Speed Down
- Sport acquatici
  - Sci nautico
  - Windsurf 
  - Kitesurfing
  - Vela
- Squash
  - Squash tennis
  - Racquets
  - Racquetball
  - Paddleball
  - Frontenis
- Surf
- Taekwondo
- Tennis 
  - Beach tennis
  - Gym tennis
  - King pong
  - Paddle tennis
  - Platform tennis
  - Pickleball
  - Pallacorda
  - Tennis su sedia a rotelle
- Tennistavolo
- Tiro
  - Tiro a segno 
  - Tiro a volo
- Tiro con l'arco
- Triathlon
- Tuffi
- Volo a vela
- Wakeboard